# Chinese overheersing van Vietnam
De Chinese overheersing van Vietnam slaat op de tijden dat Vietnam onderhorig was aan het Chinese keizerrijk. Er zijn zo drie periodes:
1. Eerste en Tweede Chinese overheersing (110 v.Chr. - 541), onderbroken door de Trung-rebellie (40 - 43)
2. Derde Chinese overheersing (602 - 939)
3. Vierde Chinese overheersing (1407 - 1418)

Meestal wordt met de woorden "Bắc thuộc" de periode bedoeld van meer de duizend jaar vanaf het moment waarop de Chinese generaal Zhao Tuo het land Au Lac aan koning An Duong Vuong ontnam (207 v.Chr.) tot aan de onafhankelijkheidsstrijd van Ngô Quyền tegen de Chinezen. Dit omvat dus de eerste en de tweede pediode. In die tijd werd Vietnam (toen: Giao Chỉ) geregeerd door achtereenvolgens: Trieu-dynastie, Westelijke Han-dynastie, Oostelijke Han-dynastie, Ngo-dynastie, Song-dynastie, Jin-dynastie, Qi-dynastie, Liang-dynastie, Sui-dynastie en Tang-dynastie. De enige periodes van onafhankelijkheid zijn tijdens de rebellie van de Trung-zussen (40-43) en de tijd van Ly Nam De (541-602).
Tijdens die tijd werd Vietnam sterk gesiniseerd. Het waren de Chinezen die er het chu nho en het Confucianisme invoerden. Vele Chinezen gingen naar Vietnam om er te wonen en zij gingen langzaamaan deel uitmaken van het Vietnamese volk; ook wel Chinese Vietnamezen of Hoa genoemd.